# Kaliumtellurat
Kaliumtellurat ist eine anorganische chemische Verbindung des Kaliums aus der Gruppe der Tellurate.

## Gewinnung und Darstellung
Kaliumtellurat kann durch Reaktion von Tellurdioxid mit Kaliumnitrat gewonnen werden.

## Eigenschaften
Kaliumtellurat ist ein weißer Feststoff, der löslich in Wasser ist.